# Ljudmila Bubčikova
Ljudmila Michajlovna Bubčikova (in russo Людмила Михайловна Бубчикова?; Mosca, 22 marzo 1945) è un'ex cestista sovietica.

## Carriera
Con l'Unione Sovietica ha disputato due edizioni dei Campionati europei (1968, 1970).